# Літні Олімпійські ігри 2012
Літні Олімпійські ігри 2012 (офіційна назва XXX Літні Олімпійські ігри, англ. Games of the XXX Olympiad) — міжнародні спортивні змагання, що пройшли з 27 липня по 12 серпня 2012 року в місті Лондон, столиці Великої Британії. До церемонії відкриття, ще 25 липня відбулися перші змагання — груповий етап жіночого футболу. В іграх взяли участь близько 10 тисяч спортсменів з 204 національних олімпійських комітетів.

## Вибір міста
Прийом заявок міст-кандидатів було завершено 15 липня 2003 року. До цього моменту бажання прийняти у себе Ігри висловили 9 міст: Гавана, Стамбул, Лейпциг, Лондон, Мадрид, Москва, Нью-Йорк, Париж і Ріо-де-Жанейро..
18 травня 2004 Міжнародний олімпійський комітет після оцінки всіх поданих заявок вибрав 5 міст, з яких треба було зробити вибір на 117-й сесії МОК у липні 2005 року в Сінгапурі. Цими 5 містами стали Мадрид, Москва, Нью-Йорк, Париж і Лондон. Усі 5 міст подали необхідні документи до 19 листопада 2004 року, відтак протягом лютого-березня 2005 року їх відвідали інспектори Міжнародного олімпійського комітету.
Кандидатуру Лондона було обрано 6 липня 2005 року. Єдиним главою уряду, хто особисто представляв заявку своєї країни, став у Сінгапурі тодішній прем'єр-міністр Великої Британії Тоні Блер.
Наступного дня після оголошення столиці Ігор у Лондоні стався терористичний акт.
| Результати подання заявок міст-кандидатів | Результати подання заявок міст-кандидатів | Результати подання заявок міст-кандидатів | Результати подання заявок міст-кандидатів | Результати подання заявок міст-кандидатів | Результати подання заявок міст-кандидатів | Результати подання заявок міст-кандидатів |
| ----------------------------------------- | ----------------------------------------- | ----------------------------------------- | ----------------------------------------- | ----------------------------------------- | ----------------------------------------- | ----------------------------------------- |
| Місто                                     | НОК                                       | 1-ий раунд                                | 2-ий раунд                                | 3-ій раунд                                | 4-ий раунд                                |                                           |
| Лондон                                    | Велика Британія                           | 22                                        | 27                                        | 39                                        | 54                                        |                                           |
| Париж                                     | Франція                                   | 21                                        | 25                                        | 33                                        | 50                                        |                                           |
| Мадрид                                    | Іспанія                                   | 20                                        | 32                                        | 31                                        | —                                         |                                           |
| Нью-Йорк                                  | США                                       | 19                                        | 16                                        | —                                         | —                                         |                                           |
| Москва                                    | Росія                                     | 15                                        | —                                         | —                                         | —                                         |                                           |

## Організація

### Забезпечення безпеки
Для забезпечення безпеки Олімпійських ігор прийняті безпрецедентні заходи. Передбачалося задіяти в цілому 40 000 чоловік, включаючи 13 000 поліцейських і 17 000 військовослужбовців. Уряд Великої Британії розглянув питання про можливість використання в цілях безпеки військової техніки аж до зенітно-ракетних комплексів «Рапіра». Бюджет безпеки Олімпіади-2012 склав близько 585 000 000 фунтів стерлінгів.

## Спортивні об'єкти

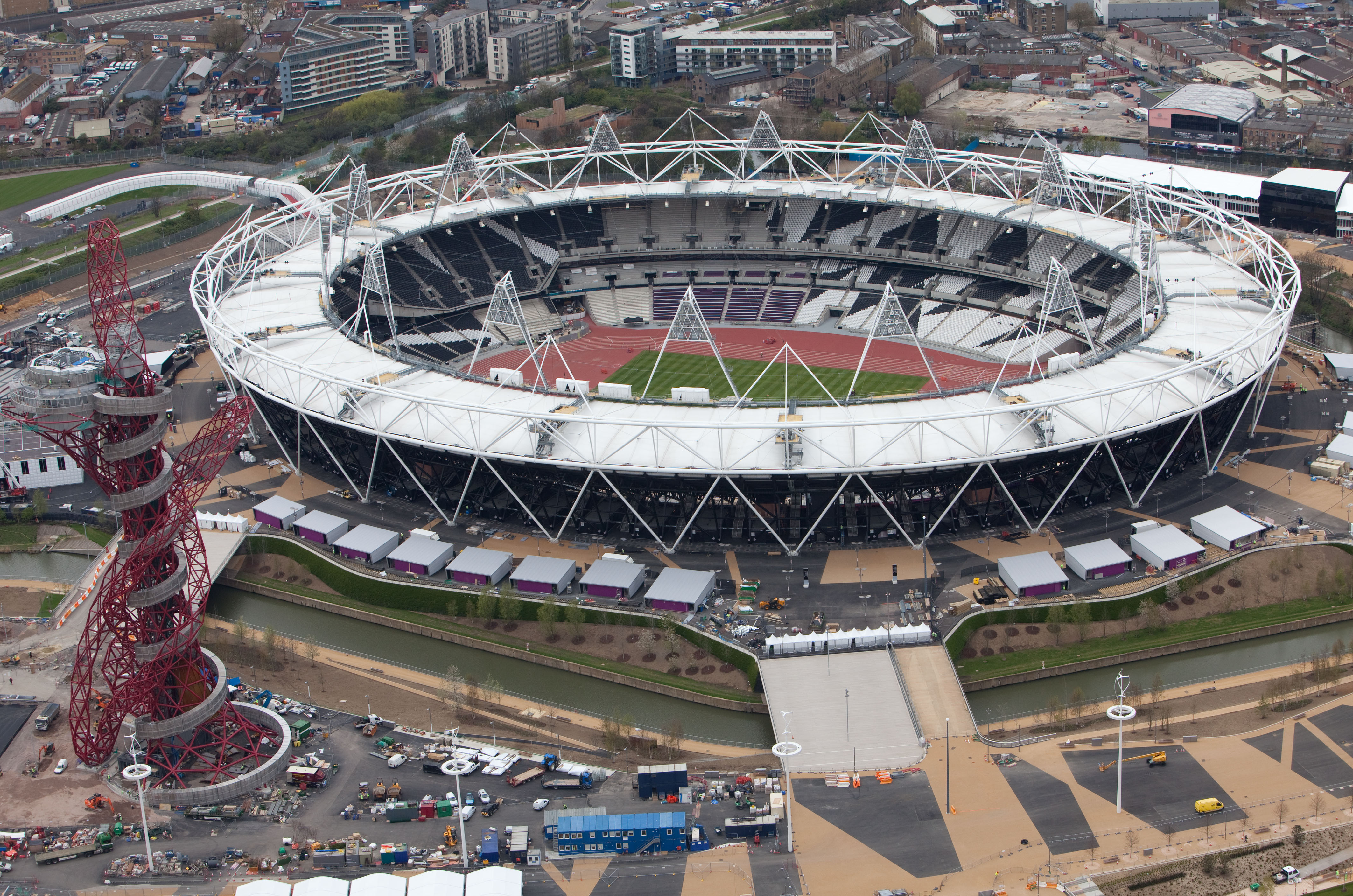
Олімпійський стадіон, Лондон

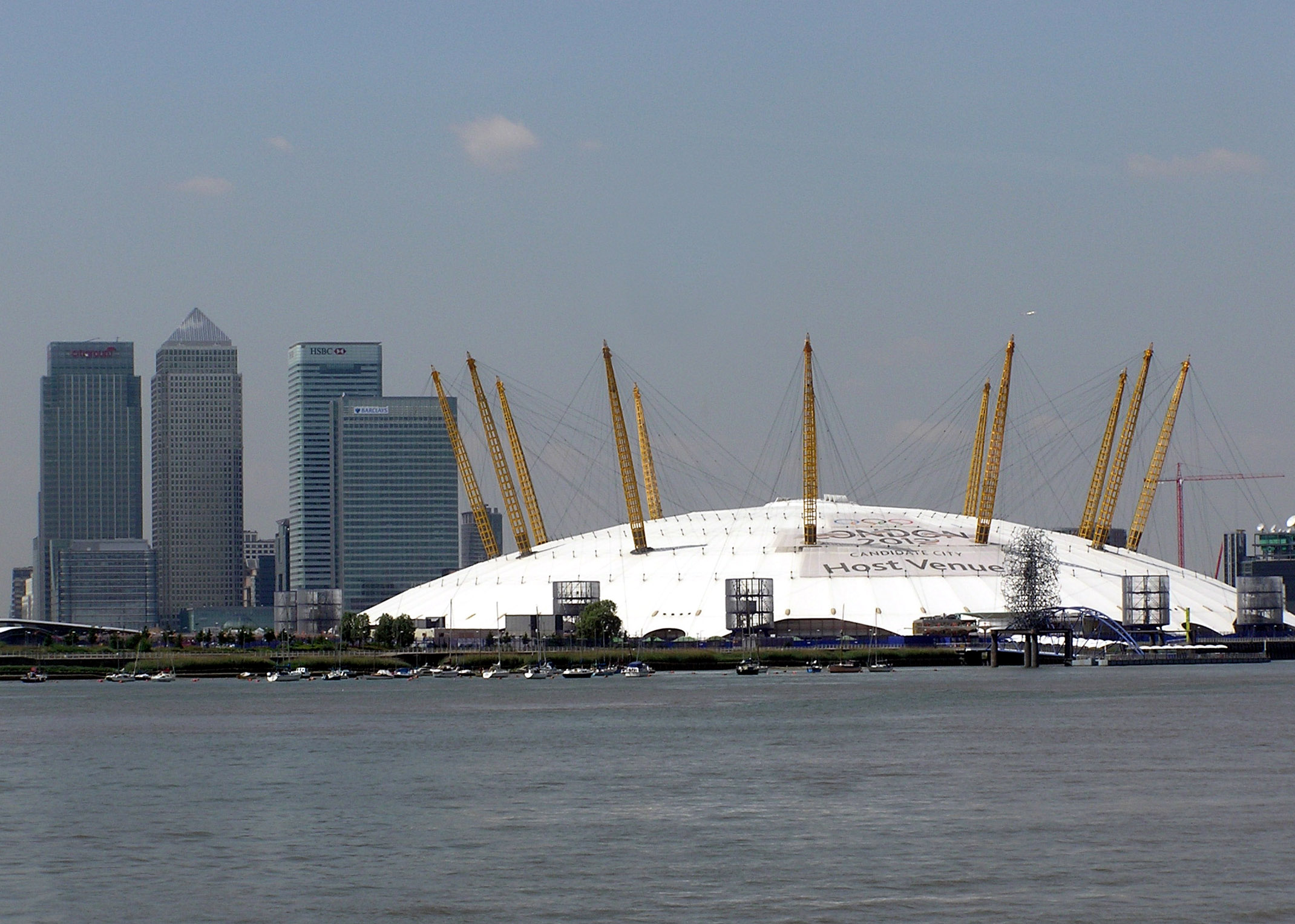
Арена O2

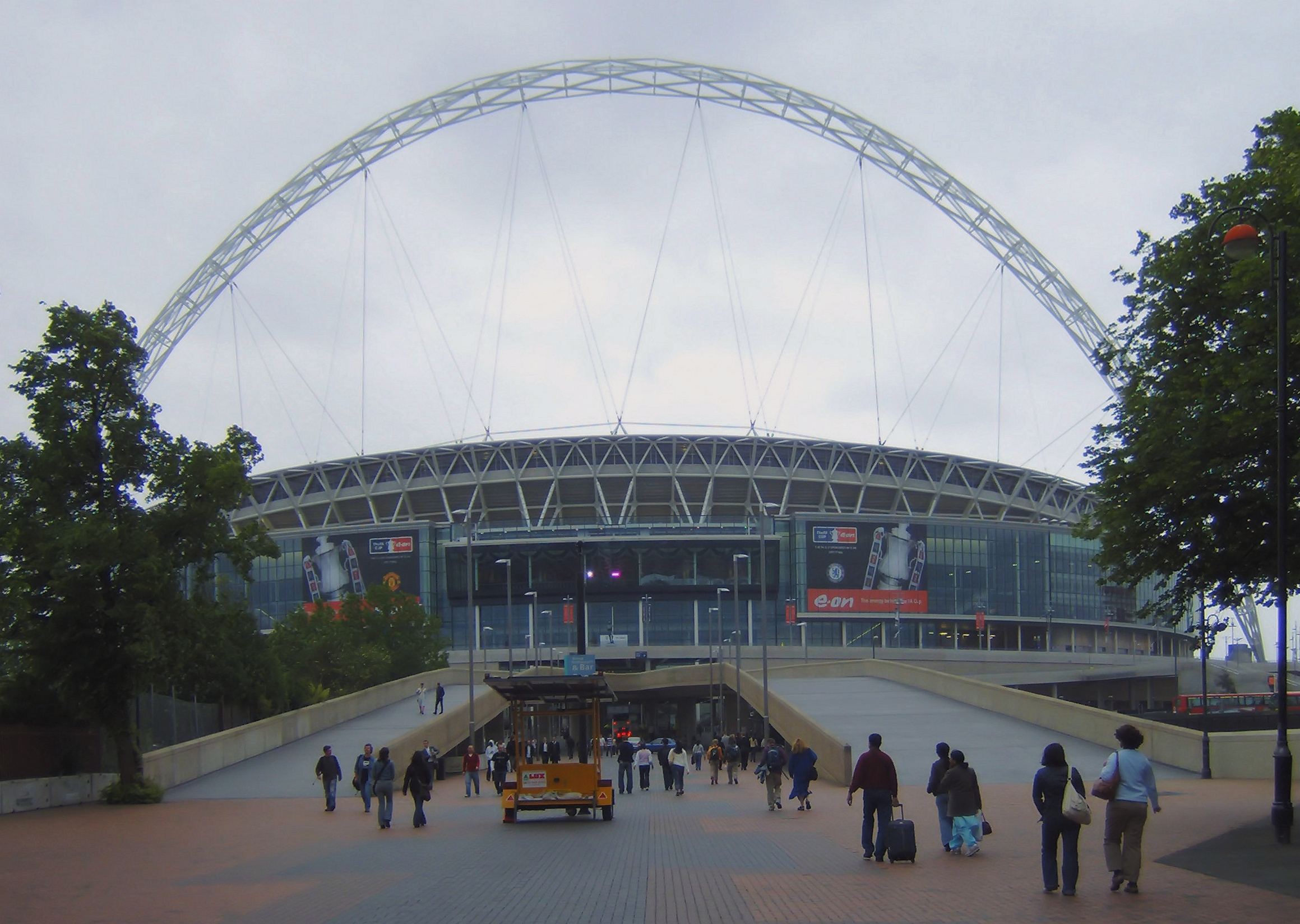
Вемблі

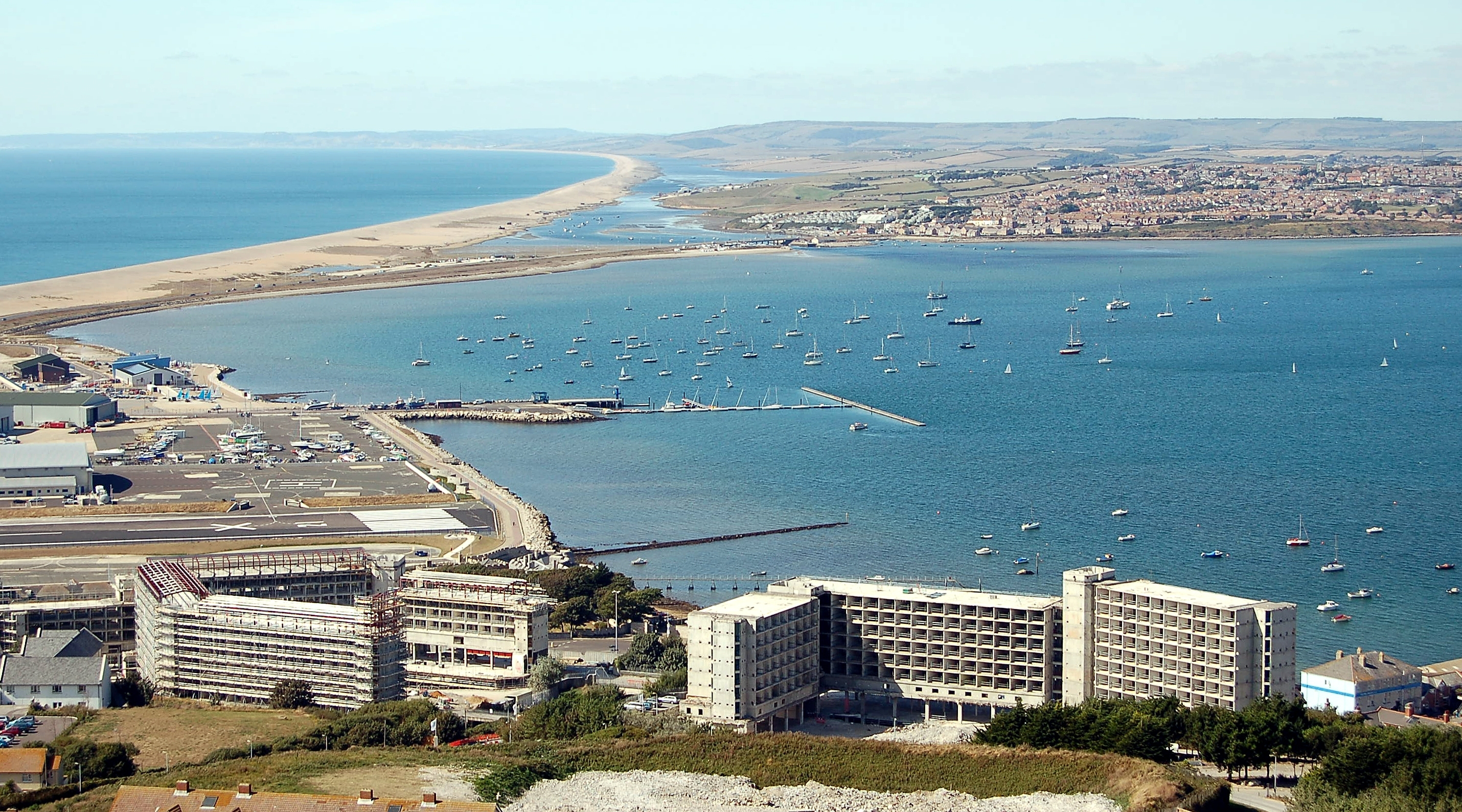
Гавань для змагань з вітрильного спорту

У межах Великого Лондона будуть розташовуватися більшість спортивних об'єктів, поділених на три зони — олімпійську, в Олімпійському парку, річкову, вздовж річки Темзи на сході міста, і центральну, в центрі і на заході регіону.

### Олімпійська зона
- Олімпійський стадіон — легка атлетика, церемонії відкриття та закриття
- Центр водних видів спорту — всі водні види спорту, крім плавання на відкритій воді
- Ватерпольна арена — водне поло
- Лондонський велопарк — велотрек і BMX
- Олімпійський хокейний центр — хокей на траві
- Баскетбольна арена — баскетбол, гандбол
- Копер Бокс — гандбол, сучасне п'ятиборство

- Олімпійське селище Лондона

### Річкова зона
- Виставковий центр Лондона — бокс, фехтування, дзюдо, настільний теніс, тхеквондо, важка атлетика і боротьба
- О2 Арена — бадмінтон, баскетбол, всі види гімнастики. На час проведення змагань будуть називатися Північна арена Гринвіча 1 і 2 відповідно.
- Гринвіцький парк — кінний спорт і частина сучасного п'ятиборства
- Королівські артилеристські казарми — стрільба

### Центральна зона
- Вемблі Арена — бадмінтон, художня гімнастика
- Вемблі — футбол
- Всеанглійський клуб лаун-тенісу і крокету — теніс
- Lord's Cricket Ground — стрільба з лука
- Ріджентс-парк — велошосе
- Горс Гардс Перед — пляжний волейбол
- Гайд-парк — триатлон і плавання на відкритій воді
- Виставковий центр Ерлс Кот — волейбол

### За межами Лондона
За межею міста розташовувалися кілька спортивних стадіонів. У п'яти містах Великої Британії стадіони приймуть у себе матчі попередніх змагань з футболу:
- Гемпден-Парк, Глазго;
- Міленіум, Кардіфф;
- Олд Траффорд, Манчестер;
- Сент-Джеймс Парк, Ньюкасл;
- Стадіон міста Ковентрі, Ковентрі.

Також за межами Лондона розташовувалися наступні об'єкти:
- Центр гребного слалому Броксбурна, Уелтем Кросс;
- Дорн Лейк, Дорн — академічне веслування та веслування на байдарках і каное;
- Національна академія вітрильного спорту Уеймут і Портленда, острів Портленд;
- Заміський парк Хадлі, недалеко від замку Хадлі — маунтін-байк.

## Символи

### Емблема

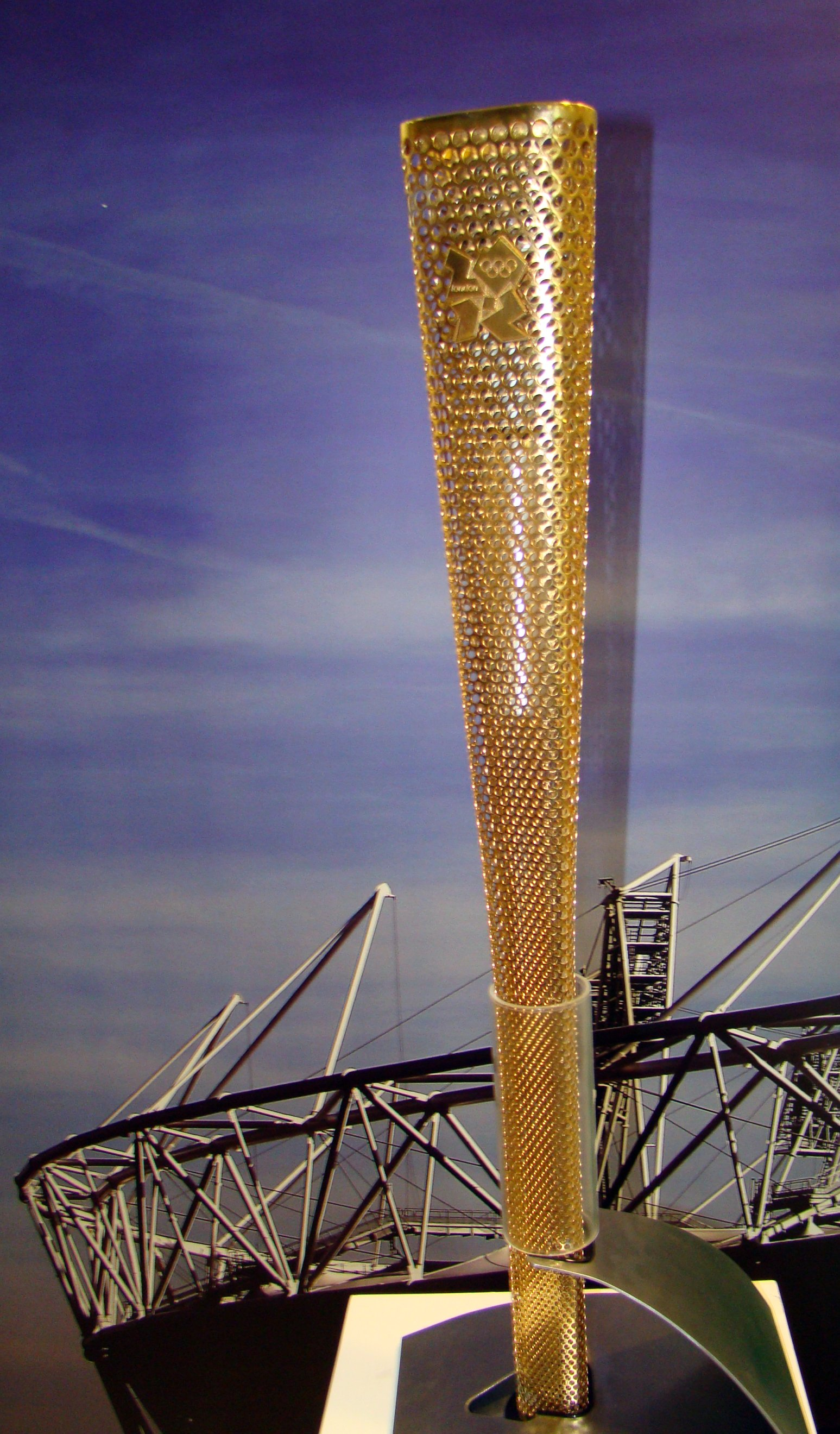
Офіційний Олімпійський факел Ігор

Зображення складається з чотирьох частин у вигляді неправильних багатокутників, які символізують цифри року Олімпіади — «2», «0», «1», «2». В одну з частин включено слово «London», а в іншу — зображення олімпійських кілець. Емблема доступна в чотирьох кольорах: синьому, зеленому, оранжевому і жовтому. Логотип розроблявся близько року компанією Wolff Olins і коштував 400 000 фунтів стерлінгів. На початку березня 2012 влада Ірану заявили про намір бойкотувати Олімпійські ігри 2012, так як логотип Олімпіади-2012 стилізований під слово «Zion» — Сіон. Глава іранського Олімпійського комітету Бахрам Афшарзадех назвав логотип «расистським». Також публікувалися висловлювання, що логотип Олімпіади схожий на свастику.

### Талісмани

Венлок і Мандевіль

Талісмани Ігор були оголошені 19 травня 2010. Ними стали, за словами авторів, дві краплі сталі з Болтона на ім'я Венлок і Мандевіль. Вони названі на честь міста Мач-Венлок, в яких пройшли перші змагання на кшталт Олімпійських ігор, і села Сток-Мандевіль, де пройшли перші на території Великої Британії Параолімпійські ігри. У обох талісманів по одному оку, вони носять велосипедні шоломи, і на них намальовані логотипи Ігор.

### Медалі
Діаметр однієї медалі складає близько 85 міліметрів і 7 міліметрів в товщину. Вага однієї нагороди складе близько 375–400 грамів. Це найбільші медалі в історії Ігор. Усього до Олімпіади буде випущено приблизно 2100 медалей.
На нагородах різного ґатунку буде знаходитися логотип Ігор з променями. На зворотному боці медалі буде зображена богиня перемог Ніка і річка Темза. Автором всього проекту став дизайнер Девід Воткінс.

### Гімн
Офіційним гімном Олімпіади в Лондоні стала пісня «Survival» (укр. «виживання») групи «Muse». Пісня звучала під час відкриття Олімпіади, а також під час усіх церемоній нагородження спортсменів. Пісня була головною темою і для міжнародних телевізійних заставок Олімпійських ігор.
Фінський професор фізкультурної соціології Ганну Ітконен з університету Ювяскюля піддав критиці текст олімпійського гімну, в якому, на його думку, нічого не говориться про спортивний дух, який покликаний об'єднувати, але стверджується, що життя — це змагання, в якому виграє той, хто вирішив досягти успіху, хто не прощає і не здається.

### Підтримка спонсорів
Восени 2011 року в Лондоні стартувала кампанія «Move to the beat», створена «Coca-Cola». У грандіозному шоу брали участь відомі спортсмени, а також був виконаний один з офіційних гімнів XXX Олімпіади — «Anywhere In The World». Марк Ронсон — автор музики — використовував для запису звуки вироблені спортсменами під час своїх дій (наприклад: при опорному стрибку через колоду відбувається звук схожий на музичний біт). Виконавицею слів пісні виступила співачка Katy B.

## Церемонія відкриття
Основна стаття: Церемонія відкриття літніх Олімпійських ігор 2012
Церемонія відкриття відбулася 27 липня на новому, спеціально спорудженому до ігор, 80-тисячному Олімпійському стадіоні і носила назву «Острів чудес» (анг. The Isles of Wonder). Режисером церемонії є оскароносець Денні Бойл. Ігри відкрила королева Великої Британії Єлизавета II. 20-хвилинну секцію зіграв Майк Олдфілд з інструментальною композицією «Tubular Bells». На завершення відкриття виступив Пол Маккартні з піснями «The End» і «Hey Jude».

## Церемонія закриття
Церемонія закриття Олімпійських ігор, яка називалася «Симфонія британської музики» (англ. A Symphony of British Music), відбулася 12 серпня на Олімпійському стадіоні. За традицією на церемонії був переданий Олімпійський прапор меру наступної столиці літньої Олімпіади. На церемонії виступали: Джордж Майкл, Spice Girls, Queen, Muse, The Who, Take That, Nick Mason, Pet Shop Boys, Eric Idle, Jessie J, Russell Brand, Stomp та інші.

## Учасники
В іграх 2012 взяло участь понад 10 000 атлетів з 204 національних олімпійських комітетів (НОК), що перевершило літні Олімпійські ігри 1948 року у Лондоні та Ігри Співдружності 2002 року в Манчестері як найбільші спортивні змагання, які коли-небудь проводилися у Великій Британії.
3 спортсмени з Нідерландських Антильських островів, членство яких було знято Міжнародним олімпійським комітетом на 123-ій сесії у червні 2011 року, а також 1 спортсмен з Південного Судану — нової держави, котра ще не має свого олімпійського комітету, брали участь у змагання як незалежні спортсмени під олімпійським прапором.
| - Австралія (410) - Австрія (70) - Азербайджан (53) - Албанія (12) - Алжир (42) - Американське Самоа (5) - Ангола (34) - Андорра (6) - Антигуа і Барбуда (5) - Аргентина (137) - Аруба (4) - Афганістан (6) - Багамські Острови (24) - Бангладеш (5) - Барбадос (6) - Бахрейн (12) - Беліз (3) - Бельгія (115) - Бенін (5) - Бермудські Острови (8) - Білорусь (165) - Болгарія (63) - Болівія (6) - Боснія і Герцеговина (6) - Ботсвана (4) - Бразилія (258) - Британські Віргінські Острови (2) - Бруней (3) - Буркіна-Фасо (5) - Бурунді (6) - Бутан (2) - Вануату (5) - Велика Британія (541) (господар) - Венесуела (70) - В'єтнам (18) - Віргінські Острови (7) - Вірменія (25) - Габон (24) - Гаїті (5) - Гамбія (2) - Гана (9) - Гватемала (19) - Гвіана (6) - Гвінея (4) - Гвінея-Бісау (4) - Гондурас (27) - Гонконг (42) - Гренада (10) - Греція (104) - Грузія (35) - Гуам (8) - Данія (113) - Джибуті (6) - Домініка (2) - Домініканська Республіка (35) - ДР Конго (4) - Еквадор (36) - Екваторіяльна Гвінея (2) - Еритрея (12) - Естонія (33) - Ефіопія (35) - Єгипет (113) - Ємен (4) - Замбія (7) - Зімбабве (7) - Йорданія (9) - Ізраїль (37) - Індія (83) | - Індонезія (22) - Ірак (8) - Іран (53) - Ірландія (66) - Ісландія (27) - Іспанія (282) - Італія (284) - Кабо-Верде (3) - Казахстан (114) - Кайманові Острови (5) - Камбоджа (6) - Камерун (33) - Канада (277) - Катар (12) - Кенія (47) - Киргизстан (14) - Китай (380) - Кіпр (13) - Кірибаті (3) - КНДР (51) - Колумбія (104) - Коморські Острови (3) - Конго (7) - Коста-Рика (11) - Кот-д'Івуар (10) - Куба (110) - Кувейт (11) - Лаос (3) - Латвія (46) - Лесото (4) - Литва (62) - Ліберія (4) - Ліван (10) - Лівія (5) - Ліхтенштейн (3) - Люксембург (9) - Маврикій (11) - Мавританія (2) - Мадагаскар (7) - Македонія (4) - Малаві (3) - Малайзія (30) - Малі (6) - Мальдіви (5) - Мальта (5) - Марокко (67) - Маршаллові Острови (4) - Мексика (102) - Мозамбік (6) - Молдова (22) - Монако (6) - Монголія (29) - М'янма (6) - Намібія (9) - Науру (2) - Незалежні олімпійські учасники (4) - Непал (5) - Нігер (6) - Нігерія (55) - Нідерланди (178) - Нікарагуа (6) - Німеччина (392) - Нова Зеландія (184) - Норвегія (64) - Об'єднані Арабські Емірати (26) - Оман (4) - Острови Кука (8) - Пакистан (21) | - Палау (5) - Палестина (5) - Панама (7) - Папуа Нова Гвінея (8) - Парагвай (8) - Перу (16) - Південна Корея (245) - Південно-Африканська Республіка (125) - Польща (218) - Португалія (77) - Пуерто-Рико (25) - Республіка Китай (44) - Росія (436) - Руанда (7) - Румунія (103) - Сальвадор (10) - Самоа (8) - Сан-Марино (4) - Сан-Томе і Принсіпі (2) - Саудівська Аравія (19) - Свазіленд (3) - Сейшельські Острови (6) - Сенегал (31) - Сент-Вінсент і Гренадини (3) - Сент-Кіттс і Невіс (7) - Сент-Люсія (4) - Сербія (115) - Сирія (10) - Сінгапур (23) - Словаччина (46) - Словенія (65) - Соломонові Острови (4) - Сомалі (2) - Судан (6) - Суринам (5) - Східний Тимор (2) - США (530) - Сьєрра-Леоне (2) - Таджикистан (16) - Тайланд (37) - Танзанія (7) - Того (6) - Тонга (3) - Тринідад і Тобаго (30) - Тувалу (3) - Туніс (83) - Туреччина (114) - Туркменістан (10) - Уганда (16) - Угорщина (157) - Узбекистан (54) - Україна (237) - Уругвай (29) - Федеративні Штати Мікронезії (6) - Фіджі (9) - Філіппіни (11) - Фінляндія (55) - Франція (330) - Хорватія (108) - Центральноафриканська Республіка (6) - Чад (3) - Чехія (133) - Чилі (35) - Чорногорія (33) - Швейцарія (102) - Швеція (134) - Шрі-Ланка (7) - Ямайка (50) - Японія (293) |

#### Кількість атлетів за НОК

Розмір команд за країнами

| 300+ | 100+ | 30+ | 10+ | 4+ | 1+ |

| НОК | Країна                           | Атлети |
| --- | -------------------------------- | ------ |
| GBR | Велика Британія                  | 541    |
| USA | США                              | 543    |
| RUS | Росія                            | 436    |
| AUS | Австралія                        | 410    |
| CHN | Китай                            | 390    |
| GER | Німеччина                        | 392    |
| FRA | Франція                          | 330    |
| JPN | Японія                           | 293    |
| ITA | Італія                           | 284    |
| ESP | Іспанія                          | 278    |
| CAN | Канада                           | 277    |
| BRA | Бразилія                         | 258    |
| KOR | Південна Корея                   | 245    |
| UKR | Україна                          | 237    |
| POL | Польща                           | 218    |
| NZL | Нова Зеландія                    | 184    |
| NED | Нідерланди                       | 175    |
| BLR | Білорусь                         | 165    |
| HUN | Угорщина                         | 157    |
| ARG | Аргентина                        | 137    |
| SWE | Швеція                           | 134    |
| CZE | Чехія                            | 133    |
| RSA | Південно-Африканська Республіка  | 125    |
| BEL | Бельгія                          | 115    |
| SRB | Сербія                           | 115    |
| KAZ | Казахстан                        | 114    |
| TUR | Туреччина                        | 114    |
| DEN | Данія                            | 113    |
| EGY | Єгипет                           | 113    |
| CUB | Куба                             | 110    |
| CRO | Хорватія                         | 108    |
| COL | Колумбія                         | 104    |
| GRE | Греція                           | 103    |
| ROU | Румунія                          | 103    |
| MEX | Мексика                          | 102    |
| SUI | Швейцарія                        | 102    |
| IND | Індія                            | 83     |
| TUN | Туніс                            | 83     |
| POR | Португалія                       | 77     |
| AUT | Австрія                          | 70     |
| VEN | Венесуела                        | 70     |
| MAR | Марокко                          | 67     |
| IRL | Ірландія                         | 66     |
| SLO | Словенія                         | 65     |
| NOR | Норвегія                         | 64     |
| BUL | Болгарія                         | 63     |
| LTU | Литва                            | 62     |
| FIN | Фінляндія                        | 55     |
| NGR | Нігерія                          | 55     |
| UZB | Узбекистан                       | 54     |
| AZE | Азербайджан                      | 53     |
| IRI | Іран                             | 53     |
| PRK | КНДР                             | 51     |
| JAM | Ямайка                           | 50     |
| KEN | Кенія                            | 47     |
| SVK | Словаччина                       | 47     |
| LAT | Латвія                           | 46     |
| TPE | Китайський Тайбей                | 44     |
| ALG | Алжир                            | 42     |
| HKG | Гонконг                          | 42     |
| ISR | Ізраїль                          | 37     |
| THA | Тайланд                          | 37     |
| ECU | Еквадор                          | 36     |
| CHI | Чилі                             | 35     |
| DOM | Домініканська Республіка         | 35     |
| ETH | Ефіопія                          | 35     |
| GEO | Грузія                           | 35     |
| ANG | Ангола                           | 34     |
| CMR | Камерун                          | 33     |
| EST | Естонія                          | 33     |
| MNE | Чорногорія                       | 33     |
| SEN | Сенегал                          | 31     |
| MAS | Малайзія                         | 30     |
| TRI | Тринідад і Тобаго                | 30     |
| MGL | Монголія                         | 29     |
| URU | Уругвай                          | 29     |
| HON | Гондурас                         | 27     |
| ISL | Ісландія                         | 27     |
| UAE | Об'єднані Арабські Емірати       | 26     |
| ARM | Вірменія                         | 25     |
| PUR | Пуерто-Рико                      | 25     |
| BAH | Багамські Острови                | 24     |
| GAB | Габон                            | 24     |
| SIN | Сінгапур                         | 23     |
| INA | Індонезія                        | 22     |
| MDA | Молдова                          | 22     |
| PAK | Пакистан                         | 21     |
| GUA | Гватемала                        | 19     |
| KSA | Саудівська Аравія                | 19     |
| VIE | В'єтнам                          | 18     |
| PER | Перу                             | 16     |
| TJK | Таджикистан                      | 16     |
| UGA | Уганда                           | 16     |
| KGZ | Киргизстан                       | 14     |
| CYP | Кіпр                             | 13     |
| ALB | Албанія                          | 12     |
| BRN | Бахрейн                          | 12     |
| ERI | Еритрея                          | 12     |
| QAT | Катар                            | 12     |
| CRC | Коста-Рика                       | 11     |
| KUW | Кувейт                           | 11     |
| MRI | Маврикій                         | 11     |
| PHI | Філіппіни                        | 11     |
| CIV | Кот-д'Івуар                      | 10     |
| ESA | Сальвадор                        | 10     |
| GRN | Гренада                          | 10     |
| LIB | Ліван                            | 10     |
| SYR | Сирія                            | 10     |
| TKM | Туркменістан                     | 10     |
| FIJ | Фіджі                            | 9      |
| GHA | Гана                             | 9      |
| JOR | Йорданія                         | 9      |
| LUX | Люксембург                       | 9      |
| NAM | Намібія                          | 9      |
| BER | Бермудські Острови               | 8      |
| COK | Острови Кука                     | 8      |
| GUM | Гуам                             | 8      |
| IRQ | Ірак                             | 8      |
| PAR | Парагвай                         | 8      |
| PNG | Папуа Нова Гвінея                | 8      |
| SAM | Самоа                            | 8      |
| CGO | Конго                            | 7      |
| ISV | Віргінські Острови               | 7      |
| MAD | Мадагаскар                       | 7      |
| PAN | Панама                           | 7      |
| RWA | Руанда                           | 7      |
| SKN | Сент-Кіттс і Невіс               | 7      |
| SRI | Шрі-Ланка                        | 7      |
| TAN | Танзанія                         | 7      |
| ZAM | Замбія                           | 7      |
| ZIM | Зімбабве                         | 7      |
| AFG | Афганістан                       | 6      |
| AND | Андорра                          | 6      |
| BAR | Барбадос                         | 6      |
| BDI | Бурунді                          | 6      |
| BIH | Боснія і Герцеговина             | 6      |
| BOL | Болівія                          | 6      |
| CAF | Центральноафриканська Республіка | 6      |
| CAM | Камбоджа                         | 6      |
| DJI | Джибуті                          | 6      |
| FSM | Федеративні Штати Мікронезії     | 6      |
| GUY | Гвіана                           | 6      |
| MLI | Малі                             | 6      |
| MON | Монако                           | 6      |
| MOZ | Мозамбік                         | 6      |
| MYA | М'янма                           | 6      |
| NCA | Нікарагуа                        | 6      |
| NIG | Нігер                            | 6      |
| SEY | Сейшельські Острови              | 6      |
| SUD | Судан                            | 6      |
| TOG | Того                             | 6      |
| ANT | Антигуа і Барбуда                | 5      |
| ASA | Американське Самоа               | 5      |
| BAN | Бангладеш                        | 5      |
| BEN | Бенін                            | 5      |
| BUR | Буркіна-Фасо                     | 5      |
| CAY | Кайманові Острови                | 5      |
| HAI | Гаїті                            | 5      |
| LBA | Лівія                            | 5      |
| MDV | Мальдіви                         | 5      |
| MLT | Мальта                           | 5      |
| NEP | Непал                            | 5      |
| PLE | Палестина                        | 5      |
| PLW | Палау                            | 5      |
| SUR | Суринам                          | 5      |
| VAN | Вануату                          | 5      |
| ARU | Аруба                            | 4      |
| BOT | Ботсвана                         | 4      |
| COD | ДР Конго                         | 4      |
| GBS | Гвінея-Бісау                     | 4      |
| GUI | Гвінея                           | 4      |
| IOA | Незалежні олімпійські атлети     | 4      |
| LBR | Ліберія                          | 4      |
| LCA | Сент-Люсія                       | 4      |
| LES | Лесото                           | 4      |
| MHL | Маршаллові Острови               | 4      |
| MKD | Македонія                        | 4      |
| OMA | Оман                             | 4      |
| SMR | Сан-Марино                       | 4      |
| SOL | Соломонові Острови               | 4      |
| YEM | Ємен                             | 4      |
| BIZ | Беліз                            | 3      |
| BRU | Бруней                           | 3      |
| CHA | Чад                              | 3      |
| COM | Коморські Острови                | 3      |
| CPV | Кабо-Верде                       | 3      |
| KIR | Кірибаті                         | 3      |
| LAO | Лаос                             | 3      |
| LIE | Ліхтенштейн                      | 3      |
| MAW | Малаві                           | 3      |
| SWZ | Свазіленд                        | 3      |
| TGA | Тонга                            | 3      |
| TUV | Тувалу                           | 3      |
| VIN | Сент-Вінсент і Гренадини         | 3      |
| BHU | Бутан                            | 2      |
| DMA | Домініка                         | 2      |
| GAM | Гамбія                           | 2      |
| GEQ | Екваторіяльна Гвінея             | 2      |
| IVB | Британські Віргінські Острови    | 2      |
| MTN | Мавританія                       | 2      |
| NRU | Науру                            | 2      |
| SLE | Сьєрра-Леоне                     | 2      |
| SOM | Сомалі                           | 2      |
| STP | Сан-Томе і Принсіпі              | 2      |
| TLS | Східний Тимор                    | 2      |

## Змагання

### Календар
Остаточний офіційний розклад був опублікований 15 лютого 2011 року.
| ЦВ | Церемонія відкриття | ● | Кваліфікаційні змагання | 1 | Фінали | ЦЗ | Церемонія закриття |

| Липень / Серпень                 | 25 Ср | 26 Чт | 27 Пт | 28 Сб | 29 Нд | 30 Пн | 31 Вт | 1 Ср | 2 Чт | 3 Пт | 4 Сб | 5 Нд | 6 Пн | 7 Вт | 8 Ср | 9 Чт | 10 Пт | 11 Сб | 12 Нд | Всього змагань |
| -------------------------------- | ----- | ----- | ----- | ----- | ----- | ----- | ----- | ---- | ---- | ---- | ---- | ---- | ---- | ---- | ---- | ---- | ----- | ----- | ----- | -------------- |
| Церемонії                        |       |       | ЦВ    |       |       |       |       |      |      |      |      |      |      |      |      |      |       |       | ЦЗ    |                |
| Академічне веслування            |       |       |       | ●     | ●     | ●     | ●     | 3    | 3    | 4    | 4    |      |      |      |      |      |       |       |       | 14             |
| Бадмінтон                        |       |       |       | ●     | ●     | ●     | ●     | ●    | ●    | 1    | 2    | 2    |      |      |      |      |       |       |       | 5              |
| Баскетбол                        |       |       |       | ●     | ●     | ●     | ●     | ●    | ●    | ●    | ●    | ●    | ●    | ●    | ●    | ●    | ●     | 1     | 1     | 2              |
| Бокс                             |       |       |       | ●     | ●     | ●     | ●     | ●    | ●    | ●    | ●    | ●    | ●    | ●    | ●    | 3    | ●     | 5     | 5     | 13             |
| Боротьба                         |       |       |       |       |       |       |       |      |      |      |      | 2    | 3    | 2    | 2    | 2    | 2     | 3     | 2     | 18             |
| Важка атлетика                   |       |       |       | 1     | 2     | 2     | 2     | 2    |      | 2    | 1    | 1    | 1    | 1    |      |      |       |       |       | 15             |
| Велоспорт                        |       |       |       | 1     | 1     |       |       | 2    | 2    | 2    | 1    | 1    | 1    | 3    | ●    | ●    | 2     | 1     | 1     | 18             |
| Веслування на байдарках та каное |       |       |       |       | ●     | ●     | 1     | 1    | 2    |      |      |      | ●    | ●    | 4    | 4    | ●     | 4     |       | 16             |
| Вітрильний спорт                 |       |       |       |       | ●     | ●     | ●     | ●    | ●    | ●    | ●    | 2    | 2    | 2    | 1    | 1    | 1     | 1     |       | 10             |
| Водне поло                       |       |       |       |       | ●     | ●     | ●     | ●    | ●    | ●    | ●    | ●    | ●    | ●    | ●    | 1    | ●     |       | 1     | 2              |
| Волейбол                         |       |       |       | ●     | ●     | ●     | ●     | ●    | ●    | ●    | ●    | ●    | ●    | ●    | 1    | 1    | ●     | 1     | 1     | 4              |
| Гандбол                          |       |       |       | ●     | ●     | ●     | ●     | ●    | ●    | ●    | ●    | ●    | ●    | ●    | ●    | ●    | ●     | 1     | 1     | 2              |
| Гімнастика                       |       |       |       | ●     | ●     | 1     | 1     | 1    | 1    | 1    | 1    | 3    | 3    | 4    |      | ●    | ●     | 1     | 1     | 18             |
| Дзюдо                            |       |       |       | 2     | 2     | 2     | 2     | 2    | 2    | 2    |      |      |      |      |      |      |       |       |       | 14             |
| Кінний спорт                     |       |       |       | ●     | ●     | ●     | 2     |      | ●    | ●    | ●    | ●    | 1    | 1    | 2    |      |       |       |       | 6              |
| Легка атлетика                   |       |       |       |       |       |       |       |      |      | 2    | 5    | 7    | 5    | 4    | 4    | 5    | 6     | 8     | 1     | 47             |
| Настільний теніс                 |       |       |       | ●     | ●     | ●     | ●     | 1    | 1    | ●    | ●    | ●    | ●    | 1    | 1    |      |       |       |       | 4              |
| Плавання                         |       |       |       | 4     | 4     | 4     | 4     | 4    | 4    | 4    | 4    |      |      |      |      | 1    | 1     |       |       | 34             |
| Синхронне плавання               |       |       |       |       |       |       |       |      |      |      |      | ●    | ●    | 1    |      | ●    | 1     |       |       | 2              |
| Стрибки у воду                   |       |       |       |       | 1     | 1     | 1     | 1    |      | ●    | ●    | 1    | ●    | 1    | ●    | 1    | ●     | 1     |       | 8              |
| Стрільба                         |       |       |       | 2     | 2     | 1     | 1     | 1    | 1    | 2    | 2    | 1    | 2    |      |      |      |       |       |       | 15             |
| Стрільба з лука                  |       |       | ●     | 1     | 1     | ●     | ●     | ●    | 1    | 1    |      |      |      |      |      |      |       |       |       | 4              |
| Сучасне п'ятиборство             |       |       |       |       |       |       |       |      |      |      |      |      |      |      |      |      |       | 1     | 1     | 2              |
| Теніс                            |       |       |       | ●     | ●     | ●     | ●     | ●    | ●    | ●    | 2    | 3    |      |      |      |      |       |       |       | 5              |
| Тріатлон                         |       |       |       |       |       |       |       |      |      |      | 1    |      |      | 1    |      |      |       |       |       | 2              |
| Тхеквондо                        |       |       |       |       |       |       |       |      |      |      |      |      |      |      | 2    | 2    | 2     | 2     |       | 8              |
| Фехтування                       |       |       |       | 1     | 1     | 1     | 1     | 2    | 1    | 1    | 1    | 1    |      |      |      |      |       |       |       | 10             |
| Футбол                           | ●     | ●     |       | ●     | ●     |       | ●     | ●    |      | ●    | ●    |      | ●    | ●    |      | 1    | ●     | 1     |       | 2              |
| Хокей на траві                   |       |       |       |       | ●     | ●     | ●     | ●    | ●    | ●    | ●    | ●    | ●    | ●    | ●    | ●    | 1     | 1     |       | 2              |
| Змагань за день                  |       |       |       | 12    | 14    | 12    | 15    | 20   | 18   | 22   | 25   | 23   | 18   | 21   | 17   | 22   | 16    | 32    | 15    | 302            |
| Змагань за період                |       |       |       | 12    | 26    | 38    | 53    | 73   | 91   | 113  | 138  | 161  | 179  | 200  | 217  | 239  | 255   | 287   | 302   |                |
| Липень / Серпень                 | 25 Ср | 26 Чт | 27 Пт | 28 Сб | 29 Нд | 30 Пн | 31 Вт | 1 Ср | 2 Чт | 3 Пт | 4 Сб | 5 Нд | 6 Пн | 7 Вт | 8 Ср | 9 Чт | 10 Пт | 11 Сб | 12 Нд | Всього змагань |

### Світові рекорди
| Дата          | Подія                                                | Спортсмен                                         | Країна                          | Опис рекорду                                                                                      | Джерело |
| ------------- | ---------------------------------------------------- | ------------------------------------------------- | ------------------------------- | ------------------------------------------------------------------------------------------------- | ------- |
| 27 липня 2012 | Стрільба з лука — чоловіча індивідуальна першість    | Ім Донхьон                                        | Південна Корея                  | Встановив світовий рекорд 699 у рейтинговому турі                                                 | [ 216 ] |
| 27 липня 2012 | Стрільби з лука — чоловіча командна першість         | Ім Донхьон Кім Боммін О Джінхьок                  | Південна Корея                  | Встановили світовий рекорд 2087 у рейтинговому турі                                               | [ 216 ] |
| 28 липня 2012 | Академічне веслування — двійки (чоловіки)            | Ерік Мюррей Геміш Бонд                            | Нова Зеландія                   | Встановили світовий рекорд показавши час 6:08.50                                                  | [ 217 ] |
| 28 липня 2012 | Плавання — 400 м комплексне (жінки)                  | Є Шівень                                          | Китай                           | Встановила світовий рекорд, показавши час 4:28.43                                                 | [ 218 ] |
| 29 липня 2012 | Важка атлетика — 53 кг (жінки)                       | Зульфія Чиншало                                   | Казахстан                       | Встановила світовий рекорд з поштовху — 131 кг                                                    | [ 219 ] |
| 29 липня 2012 | Плавання — 100 м баттерфляєм (жінки)                 | Дана Воллмер                                      | США                             | Встановила світовий рекорд, показавши час 55.98                                                   | [ 220 ] |
| 29 липня 2012 | Плавання — 100 м брасом (чоловіки)                   | Камерон ван дер Бург                              | Південно-Африканська Республіка | Встановив світовий рекорд, показавши час 58.46                                                    | [ 221 ] |
| 30 липня 2012 | Важка атлетика — 62 кг (чоловіки)                    | Кім Ин Гук                                        | КНДР                            | Встановив світовий рекорд — 327 кг                                                                | [ 222 ] |
| 1 серпня 2012 | Плавання — 200 м брасом (чоловіки)                   | Даніель Дьюрта                                    | Угорщина                        | Встановив світовий рекорд, показавши час 2:07.28                                                  | [ 223 ] |
| 1 серпня 2012 | Важка атлетика — 77 кг (чоловіки)                    | Лу Сяоджунь                                       | Китай                           | Встановив світовий рекорд в ривку -175 кг Встановив світовий рекорд — 379 кг                      | [ 224 ] |
| 1 серпня 2012 | Плавання — 200 м брасом (жінки)                      | Ребекка Соні                                      | США                             | Встановила світовий рекорд, показавши час 2:20.00 у півфіналі.                                    | [ 223 ] |
| 2 серпня 2012 | Велоспорт — командний спринт (жінки)                 | Вікторія Пендлтон Джессіка Верніш                 | Велика Британія                 | Встановили світовий рекорд, показавши час 32.526 у кваліфікації.                                  |         |
| 2 серпня 2012 | Велоспорт — командний спринт (жінки)                 | Гун Цзіньцзе Гуо Шуан                             | Китай                           | Встановили світовий рекорд, показавши час 32.447 у кваліфікації, відтак 32.422 у першому турі.    | [ 225 ] |
| 2 серпня 2012 | Велоспорт — командна гонка переслідування (чоловіки) | Ед Кленсі Джерейнт Томас Стівен Берк Пітер Кеннаф | Велика Британія                 | Встановили світовий рекорд, показавши час 3:52.499 в кваліфікації.                                | [ 226 ] |
| 2 серпня 2012 | Велоспорт — командний спринт (чоловіки)              | Філіп Гіндес Кріс Гой Джейсон Кенні               | Велика Британія                 | Встановили світовий рекорд, показавши час 42.747 у першому турі, відтак 42.600 у золотому фіналі. | [ 227 ] |
| 2 серпня 2012 | Плавання — 100 м брас                                | Ребекка Соні                                      | США                             | Встановила світовий рекорд показавши час 2:19.59 у фіналі.                                        | [ 228 ] |

### Медальний залік[229]
Топ-10 неофіційного національного медального заліку:
| 'Медалі літніх Олімпійських ігор 2012' |                 |        |        |        |        |
| Місце                                  | Країна          | Золото | Срібло | Бронза | Всього |
| 1                                      | США             | 46     | 29     | 29     | 104    |
| 2                                      | Китай           | 38     | 27     | 22     | 87     |
| 3                                      | Велика Британія | 29     | 17     | 19     | 65     |
| 4                                      | Росія           | 20     | 19     | 30     | 69     |
| 5                                      | Південна Корея  | 13     | 8      | 7      | 28     |
| 6                                      | Німеччина       | 11     | 19     | 14     | 44     |
| 7                                      | Франція         | 11     | 11     | 12     | 34     |
| 8                                      | Італія          | 8      | 9      | 11     | 28     |
| 9                                      | Угорщина        | 8      | 4      | 5      | 17     |
| 10                                     | Австралія       | 7      | 16     | 12     | 35     |

## Відображення у культурі
|                                                                  |  |  |
| Пам'ятна монета НБУ номіналом 2 грн., присвячена Іграм в Лондоні |  |  |

- У серіалі «Доктор Хто», у серії «Бійся її» (2006 рік), дія відбувається під час Олімпійських ігор 2012 року. В кінці серії Десятий Доктор доніс Олімпійський вогонь до кінця естафети. Примітно, що актор, який грає Одинадцятого Доктора, Метт Сміт, ніс Олімпійський вогонь в Кардіффі.
- Лондонська Олімпіада також неодноразово згадується і є головною метою спортсменок з американського телесеріалу «Гімнастки».